# Amomum villosum
Amomum villosum är en enhjärtbladig växtart som beskrevs av João de Loureiro. Amomum villosum ingår i släktet Amomum och familjen Zingiberaceae. IUCN kategoriserar arten globalt som livskraftig.

## Underarter
Arten delas in i följande underarter:
- A. v. xanthioides
- A. v. villosum

## Bildgalleri

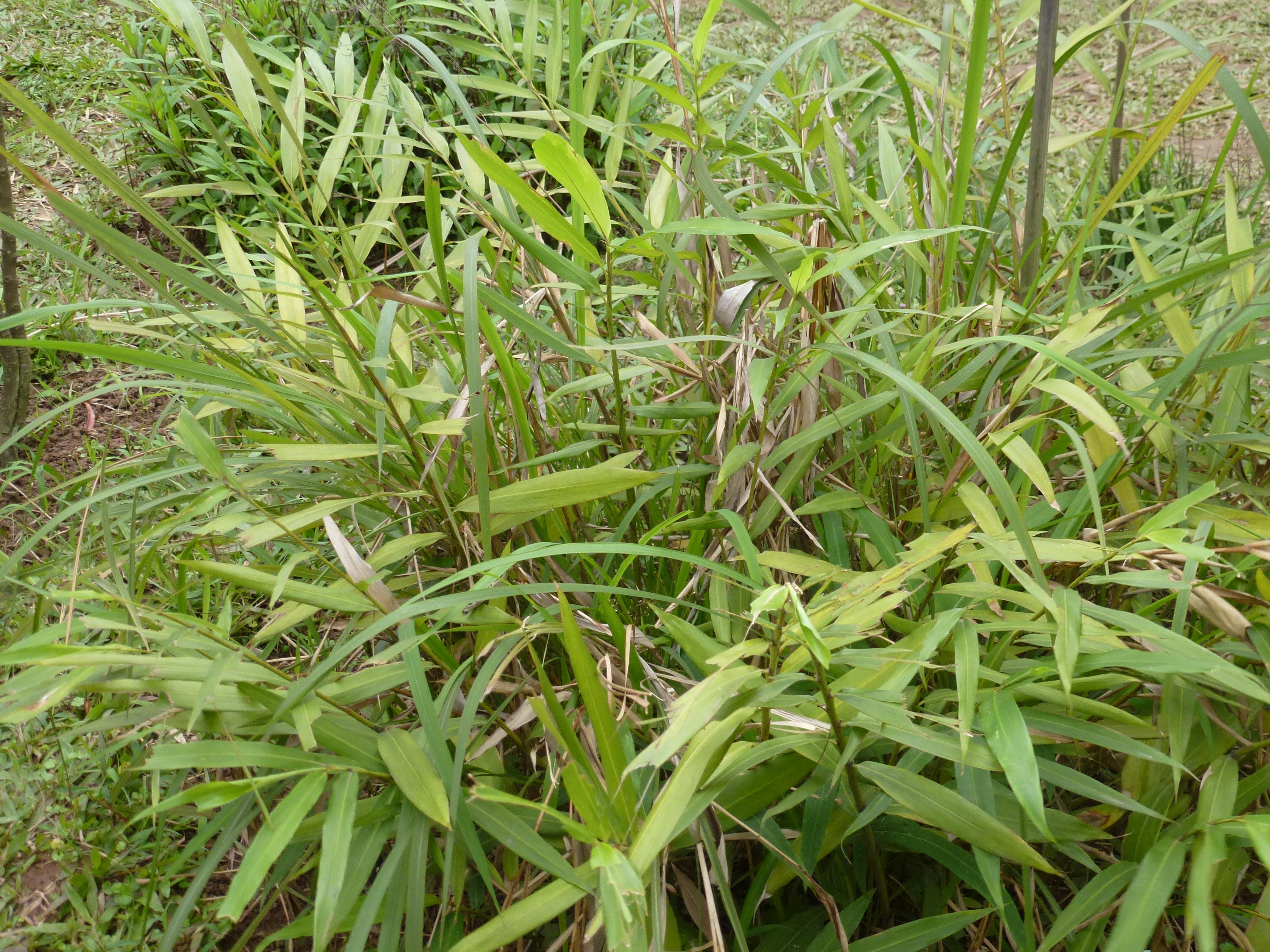